# Гиляровская, Надежда Владимировна
Надежда Владимировна Гиляровская-Лобанова (26 октября (7 ноября) 1886, Москва — 1966, там же) — дочь писателя и журналиста Владимира Алексеевича Гиляровского, переводчик и историк театра (театрально-декорационного искусства).

## Биография
Родилась в браке Гиляровского с Марией Ивановной (урождённой Мурзиной), была вторым ребёнком в семье (брат Алексей умер в детстве). Была крещена, вероятно, в честь матери писателя Надежды Петровны, урождённой Мусатовой. В качестве восприемника при рождении записан статский советник Михаил Алексеевич Саблин.
В 1896 году 10-летняя Надежда «написала перевод лондонской хроники спортивной жизни. Владимир Алексеевич опубликовал её в своем журнале и подарил его дочери с дарственной надписью». Надпись гласила: «Моей милой сотруднице „Листка спорта“ Надюше на память о её первой журнальной работе 8 октября 1896 года».
Её лечил А. П. Чехов; свой этюд подарил И. И. Левитан.
В 16 лет опубликовала первый перевод с французского (журнал «Муравей», 1901).
В 1904 году Надежда Гиляровская окончила с золотой медалью I Московскую женскую гимназию на Страстной площади, в 1908 году — Московские высшие женские курсы В. И. Герье на Девичьем поле. Была одной из первых женщин, допущенных к слушанию лекций в Московском университете (училась как вольнослушательница), посещала лекции профессоров-филологов С. К. Шамбинаго, П. Н. Сакулина, А. Е. Грузинского. В 1912 сдала государственный экзамен, окончив университет с дипломом 1-й степени. Ей предложили остаться в университете. Е. Г. Киселева пишет, что «Её оставляли при университете для защиты степени магистра и преподавания старофранцузского языка. В истории университета это был первый случай, когда три женщины, и в числе их Надежда Владимировна, оставлялись при университете. Но даже уговоры профессора Матвея Никаноровича Розанова, обращенные к любимой ученице, не помогли — она ушла в журналистику».
В 1909 году учредила студенческое общество «История литературы» (преобразованное в 1911 году в учёное общество под председательством профессора М. Н. Сперанского). В первом выпуске трудов общества опубликовано её научное исследование «„Страсти господни“ в Эрле» — о представлениях в деревенских самодеятельных театрах Баварии и Тироля.
Впоследствии была сотрудницей библиотеки российского Исторического музея (с 1911 до конца 1930-х годов), где заведовала отделением литературы и вспомогательных дисциплин. В 1920—1925 годах работала в Театральном музее: состояла хранителем «Музея оперы Зимина», преобразованного в Музей декорационной живописи и соединённого с Музеем им. Бахрушина. В 1923 году организовала первую в Советах выставку «театрально-декорационного искусства за пять лет революции».
В 1913 году вышла замуж за искусствоведа В. М. Лобанова (1885—1970), который оставил воспоминания о Гиляровском.
Похоронена с родителями и мужем на Новодевичьем кладбище.

## Творчество
Свободно говорила на трёх языках: русском, немецком и французском. Декламировала и писала стихи. «Надежда Владимировна сделалась весьма компетентным театральным критиком. Но ей, как и нашему герою [её отцу], было тесно в одном жанре. Она писала о литературе, живописи и других искусствах. Часто бывала за границей — в Германии, во Франции, откуда отправляла интересные корреспонденции. Писала очерки о знаменитостях — Тарасе Шевченко, Владимире Одоевском, Всеволоде Гаршине, Анне Ахматовой».
Вместе с мужем вошла в возникшую в конце 1918 года при Всероссийском союзе поэтов группу «неоклассиков», сторонников «неоклассицизма», однако в сборниках движения её стихов нет. После революции не публиковала свои стихи.
Занималась изданием книг отца, чему способствовал её муж, ставший видным искусствоведом. «Супруги Лобановы бережно сохраняли творческое наследие В. А. Гиляровского, издали ряд его книг ("Люди театра", "Москва газетная, рассказы"). Квартира знаменитого москвоведа в Столешниковом переулке сохранялась в том виде, в каком её знали» Чехов и другие знаменитые друзья писателя — благодаря их усилиям.
В число её сочинений входят:
- Сборник рассказов для детей «Старая бабка» (1910)
- «Стихи» (Москва, 1912)
- «Анго» (1920)
- «Театрально-декоративное искусство за 5 лет» (Казань, 1924)
- Повесть «Фарфоровая коробка: Дневник актрисы» (1926)
- Декоративное искусство за 12 лет. — М., 1929.
- «Русский исторический костюм для сцены: Киевская и Московская Русь» (1945, «Искусство»).
- «Ф. Ф. Федоровский», «Искусство», М.-Л., 1945.
- «Ф. Ф. Федоровский», монография, «Искусство», М.-Л., 1946, 140 стр.
- Храм Василия Блаженного на Красной площади в Москве: Памятник русской архитектуры XVI—XVII века. — М.—Л.: Искусство, 1943. — 12, [8] с. — (Массовая библиотека). (обл.)
- переводы
  - из Ады Негри, Киплинга («Джунгли». М., 1915, издательство В. М. Саблина, 2-е издание — 1914—1915; этот перевод издаётся и в наше время), Байрона («Корсар», 1912 — впервые оригинальным размером гекзаметром, Гёте («Герман и Доротея». М., 1913), Акакия Церетели, Макса Штирнера.
- журналистская работа
  - печаталась в БСЭ, «Русских ведомостях», «Русской мысли», «Нови», «Жизни», «Голосе Москвы» (1913-1914), «Искрах» (1902), «Красном смехе» (1915), «Илье Муромце» (?) и других периодических изданиях[5][6].